# Награда Меша Селимовић (БиХ)
Награда Меша Селимовић је књижевна награда за најбољи роман објављен у претходној години на подручју Босне и Херцеговине, Србије, Хрватске и Црне Горе.
Награда је установљена 2001. године и додељује се у оквиру књижевних сусрета Cum grano salis у Тузли, а састоји се од скулптуре Мастионица и перо академског кипара Пере Јелисића и новчаног износа.

## Добитници
| Година | Добитник              | Дело                              | Држава                        | Изв.   |
| ------ | --------------------- | --------------------------------- | ----------------------------- | ------ |
| 2002.  | Маринко Кошчец        | Нетко други                       | Хрватска                      |        |
| 2003.  | Ирфан Хорозовић       | Шекспир у Дар ел Саламу           | Босна и Херцеговина           |        |
| 2004.  | Ивица Ђикић           | Циркус Колумбија                  | Хрватска                      |        |
| 2005.  | Огњен Спахић          | Хансенова дјеца                   | Црна Гора                     |        |
| 2006.  | Сања Домазет          | Ко плаче                          | Србија                        | [ 1 ]  |
| 2007.  | Миљенко Јерговић      | Рута Таненбаум                    | Хрватска                      | [ 2 ]  |
| 2008.  | Мирко Ковач           | Град у зрцалу                     | Хрватска                      | [ 3 ]  |
| 2009.  | Беким Сејрановић      | Нигдје ниоткуда                   | Хрватска                      | [ 4 ]  |
| 2010.  | Мирјана Ђурђевић      | Каја, Београд и добри Американац  | Србија                        | [ 5 ]  |
| 2011.  | Лудвиг Бауер          | Завичај, заборав                  | Хрватска                      | [ 6 ]  |
| 2012.  | Фарук Шехић           | Књига о Уни                       | Босна и Херцеговина           | [ 7 ]  |
| 2013.  | Милорад Поповић       | Карнера                           | Црна Гора                     | [ 8 ]  |
| 2014.  | Иван Ловреновић       | Нестали у стољећу                 | Босна и Херцеговина           | [ 9 ]  |
| 2015.  | Филип Давид           | Кућа сећања и заборава            | Србија                        | [ 10 ] |
| 2016.  | Слободан Шнајдер      | Доба мједи                        | Хрватска                      | [ 11 ] |
| 2017.  | Андреј Николаидис     | Мађарска реченица                 | Црна Гора/Босна и Херцеговина | [ 12 ] |
| 2018.  | Семездин Мехмединовић | Ме’мед, црвена бандана и пахуљица | Босна и Херцеговина           | [ 13 ] |
| 2019.  | Сенка Марић           | Кинтсуги тијела                   | Босна и Херцеговина           | [ 14 ] |
| 2020.  | Ивана Бодрожић        | Синови, кћери                     | Хрватска                      | [ 15 ] |
| 2021.  | Дамир Каракаш         | Окретиште                         | Хрватска                      | [ 16 ] |
| 2022.  | Бора Ћосић            | Берготова удовица                 | Србија                        | [ 17 ] |
| 2023.  | Кристиан Новак        | Случај властите погибељи          | Хрватска                      | [ 18 ] |